# Babkó
Babkó (szlovákul Babkov) Litvaszinye-Babkó község településrésze, korábban önálló falu Szlovákiában, a Zsolnai kerületben, a Zsolnai járásban.

## Fekvése
Zsolnától 13 km-re délnyugatra. A település kisebbik, északnyugati részét alkotja.

## Története
A 18. század végén Vályi András így ír róla: „BABKOV. Tót falu Trentsén Vármegyében, birtokos Urai Gróf Balassa, és más Uraságok, lakosai katolikusok, fekszik Lyetavának szomszédságában, mellynek filiája. Ambár legelője, és fája bőven van; de mivel földgye középszerű, második Osztálybéli.”
Fényes Elek 1851-ben kiadott geográfiai szótárában így ír a faluról: „Babkov, tót falu, Trencsén vármegyében, 408 kath., 11 zsidó lak. A Lietavai uradalomhoz tartozik. Ut. p. Zsolna.”
1910-ben 435, túlnyomórészt szlovák lakosa volt. A trianoni békéig Trencsén vármegye Zsolnai járásához tartozott.

## Lásd még
- Litvaszinye-Babkó
- Litvaszinye